# 桎梏
桎梏，中國古代的刑具，類似於現代的腳鐐、手銬。引申為束缚、压制之意。

## 記載

### 镣铐、刑拘
- 《史記·齊太公世家》：「鮑叔牙迎受管仲，及堂阜而脫桎梏。」
- 唐 柳宗元《答周君巢餌藥久壽書》：「宗元以罪大擯廢，居小州，與囚徒為朋，行則若帶纆索，處則若關桎梏。」
- 清 李煥章《宋連璧傳》：「上大怒，執之，就斬西市，桎梏忽脫地，寂無人矣。」

### 束缚、压抑
- 唐 白居易 《朱陈村》：“以此自桎梏，信为大谬人。”
- 清 龚自珍 《反祈招序》：“作诗二章，以贻后之自桎梏者。”
- 孙中山 《伦敦被难记》一：“虽然， 华 人之被桎梏虽极酷烈，而其天生之性灵，深沉之智力，到底不可磨灭。”

## 外部連結
[在维基数据编辑]
 《欽定古今圖書集成·經濟彙編·祥刑典·桎梏部》，出自陈梦雷《古今圖書集成》